# ۲۳۵ (پیش از میلاد)
۲۳۵ (پیش از میلاد) ۲۳۵مین سال قبل از تقویم میلادی است.